# Bosdarros
Bosdarros är en kommun i departementet Pyrénées-Atlantiques i regionen Nouvelle-Aquitaine i sydvästra Frankrike. Kommunen ligger i kantonen Jurançon som tillhör arrondissementet Pau. År 2022 hade Bosdarros 969 invånare.

## Befolkningsutveckling
Antalet invånare i kommunen Bosdarros
| Referens: INSEE |